# Parapolyacanthia assimilis
Parapolyacanthia assimilis là một loài bọ cánh cứng trong họ Cerambycidae.